# ماهیچه گرد کوچک
ماهیچهٔ گِرد کوچک (انگلیسی: Teres minor muscle) ماهیچه‌ای باریک است که از لبه خارجی استخوان کتف شروع شده، به طرف خارج و بالا سیر کرده و پس از گذشتن از سطح خلفی تحتانی کپسول مفصلی شانه روی سطح خلفی برجستگی بزرگ استخوان بازو، زیر محل چسبندگی ماهیچه زیرخاری (اینفرااسپیناتوس) به این استخوان متصل می‌شود.
ماهیچه گرد کوچک بخشی از کلاهک گرداننده (روتاتور کاف) شانه است که خاستگاه آن از استخوان کتف است و از طرف دیگر توسط زردپی مشترکشان به کمی پایین‌تر از سر استخوان بازو متصل می‌شود.
ماهیچه گرد کوچک در مجاورت ماهیچه زیرخاری  قرار دارد و عملکردشان یکسان است و در کنار هم مطالعه می‌شوند. ماهیچه گرد کوچک در بخش خلفی کتف قابل لمس است. حرکات این عضله چرخش خارجی، اکستنشن افقی است البته در ابداکشن و فلکشن هم دخالت دارد. این عضله زمانی می‌تواند به‌طور مؤثر چرخش خارجی انجام دهد که عضله متوازی الاضلاع کتف را محکم استوار کرده باشد.